# La Baume (Alta Savoia)
La Baume és un municipi francès al departament de l'Alta Savoia (regió d'Alvèrnia-Roine-Alps). L'any 2007 tenia 251 habitants. Tot i que els autors de l’Histoire des communes savoyardes defineixen la paraula «baume» com a «roca», explicant així l'origen del topònim per la seva posició geogràfica en un promontori, es tracta d'una interpretació errònia. La paraula «Baume» prové del pre-llatí «balma», que en realitat significa «cova» o «gruta».
En francoprovençal, el nom del municipi s'escriu La Bôma, seguint l'ortografia de Conflans.
Els habitants de La Baume s'anomenen els «baumis».

## Demografia

### Població
El 2007 la població de fet de La Baume era de 251 persones. Hi havia 84 famílies de les quals 24 eren unipersonals (8 homes vivint sols i 16 dones vivint soles), 20 parelles sense fills, 36 parelles amb fills i 4 famílies monoparentals amb fills.
La població ha evolucionat segons el següent gràfic:

### Habitatges
El 2007 hi havia 217 habitatges, 96 eren l'habitatge principal de la família, 96 eren segones residències i 24 estaven desocupats. 152 eren cases i 65 eren apartaments. Dels 96 habitatges principals, 64 estaven ocupats pels seus propietaris, 26 estaven llogats i ocupats pels llogaters i 6 estaven cedits a títol gratuït; 1 tenia una cambra, 8 en tenien dues, 30 en tenien tres, 25 en tenien quatre i 32 en tenien cinc o més. 78 habitatges disposaven pel capbaix d'una plaça de pàrquing. A 36 habitatges hi havia un automòbil i a 51 n'hi havia dos o més.

### Piràmide de població
La piràmide de població per edats i sexe el 2009 era:
| Homes | Edats   | Dones |
| ----- | ------- | ----- |
| 0     | 95 o +  | 0     |
| 0     | 90 a 94 | 0     |
| 4     | 85 a 89 | 0     |
| 0     | 80 a 84 | 4     |
| 4     | 75 a 79 | 8     |
| 0     | 70 a 74 | 8     |
| 8     | 65 a 69 | 8     |
| 0     | 60 a 64 | 12    |
| 0     | 55 a 59 | 0     |
| 4     | 50 a 54 | 4     |
| 4     | 45 a 49 | 8     |
| 4     | 40 a 44 | 0     |
| 16    | 35 a 39 | 16    |
| 20    | 30 a 34 | 16    |
| 8     | 25 a 29 | 4     |
| 4     | 20 a 24 | 4     |
| 0     | 15 a 19 | 0     |
| 8     | 10 a 14 | 24    |
| 4     | 5 a 9   | 20    |
| 0     | 0 a 4   | 16    |

## Economia
El 2007 la població en edat de treballar era de 163 persones, 126 eren actives i 37 eren inactives. De les 126 persones actives 123 estaven ocupades (70 homes i 53 dones) i 3 estaven aturades (1 home i 2 dones). De les 37 persones inactives 6 estaven jubilades, 17 estaven estudiant i 14 estaven classificades com a «altres inactius».

### Ingressos
El 2009 a La Baume hi havia 105 unitats fiscals que integraven 271,5 persones, la mediana anual d'ingressos fiscals per persona era de 17.781 €.

### Activitats econòmiques
Dels 9 establiments que hi havia el 2007, 1 era d'una empresa de fabricació d'altres productes industrials, 3 d'empreses de construcció, 2 d'empreses de comerç i reparació d'automòbils, 1 d'una empresa d'hostatgeria i restauració, 1 d'una entitat de l'administració pública i 1 d'una empresa classificada com a «altres activitats de serveis».
Dels 4 establiments de servei als particulars que hi havia el 2009, 1 era una fusteria, 1 electricista, 1 empresa de construcció i 1 saló de bellesa.
L'únic establiment comercial que hi havia el 2009 era una botiga de menys de 120 m².
L'any 2000 a La Baume hi havia 13 explotacions agrícoles que ocupaven un total de 80 hectàrees.

## Equipaments sanitaris i escolars
El 2009 hi havia una escola elemental.

## Poblacions properes
El següent diagrama mostra les poblacions més properes.